# Распределённая социальная сеть
Распределённая социальная сеть или федеративная социальная сеть — это социальная сеть, представляющая собой совокупность децентрализованных и распределённых веб-серверов (что-то вроде электронной почты, только для социальных сетей). К таковым относятся, например, Fediverse и IndieWeb.
Независимые вебсайты, состоящие в такой социальной сети, функционально совместимы друг с другом и взаимодействуют посредством специальных протоколов. Обычно такие сайты реализованы на открытом ПО с использованием открытых протоколов, они без проблем размещаются на различных платформах. Независимые сайты общаются через агрегаторы, куда отправляют и где получают свежие обновления.

## История
Консорциум World Wide Web (W3C), главная международная организация по стандартизации Всемирной паутины, в июле 2014 года начал работы по созданию стандартов взаимодействия социальных веб-приложений.

## Технологии
Распределённые социальные сети используют такие распространённые web-языки, как PHP, Python и Ruby. Для общения сетей используются протоколы oStatus, Diaspora, ActivityPub и Zot.

## Различия между распределёнными и федеративными сетями
Оба вида сетей являются децентрализованными. Однако распределённые идут дальше, чем федеративные. Федеративная сеть имеет несколько центров, в то время как распределённая сеть вообще не имеет центра. 

## Мнения
Фонд электронных рубежей, американская правозащитная организация, выступающая за гражданские свободы в Интернете, одобряет модель распределённой социальной сети как модель, «которая наверняка сможет вернуть выбор и управление в руки пользователя» и позволить людям, живущим в условиях несвободных политических режимов, «вести активную деятельность в социальных сетях, а также иметь выбор услуг и провайдеров, которые могут предоставить лучшие возможности для защиты их безопасности и анонимности».